# Щедрин (Гомельская область)
Щедрин (бел. Шчадрын) — агрогородок в Жлобинском районе Гомельской области Белоруссии. Административный центр Щедринского сельсовета.

## География
В 38 км на запад от Жлобина (в 30 км если ехать через н/п Малевичи), 18 км от железнодорожной станции Красный Берег (на линии Жлобин — Бобруйск), 131 км от Гомеля, в 13 км от г/п Паричи (паромная переправа).
На севере и востоке Щедринский канал. В 10 км в сторону г/п Паричи река Березина (Приток Днепра).

## Транспортная сеть
Транспортные связи по просёлочной, а затем автомобильной дороге Бобруйск — Гомель. Планировка состоит из двух параллельных между собой плотно застроенных улиц, ориентированных с юго-запада на северо-восток. Застройка преимущественно деревянная, усадебного типа. В 1990-92 годах строители из Жлобина, Молодечно и Борисова построили 2 улицы по 75 кирпичных домов коттеджного типа на каждой, где разместились переселенцы из совхоза «Сож» Чечерского района, 8 семей из деревни Старое Закружье Ветковского и 15 семей из Добрушского районов.

## История
По письменным источникам известна с XVIII века как деревня в Речицком повете Минского воеводства Великого княжества Литовского.
После 2-го раздела Речи Посполитой (1793 год) в составе Российской империи. С 1796 года в Бобруйском уезде Минской губернии.
Землю для нового местечка приобрел потомственный почетный гражданин Мендель Беркович Шнеерсон у князя Щедрина в 1844 году и основал еврейский штетл.
В 1885 году действовали 3 еврейских молитвенных дома, любавическая ешива, начальная школа, 3 магазина. В результате пожара 17 июля 1896 года сгорело 129 дворов, а 17 августа 1909 года — 37 дворов. Согласно переписи 1897 года в селе находились 8 еврейских молитвенных домов, 50 магазинов, аптека, кирпичный завод, постоялый двор. Рядом находилась одноимённая усадьба, в ней функционировали магазин, еврейский молитвенный дом, почтово-телеграфное отделение в Степовской волости Бобруйского уезда. Действовала школа.
С 20 августа 1924 года центр Щедринского сельсовета Паричского района Бобруйского (до 26 июля 1930 года) округа, с 20 февраля 1938 года Полесской, с 8 января 1954 года Гомельской области. Большую часть жителей составляло еврейское население (в 1926 году 91,1 %). В 1929 году организован колхоз, работали кузница, сапожная, портняжная мастерские, сукновальня, паровая мельница, шерсточесальня, лесопилка, конная круподробилка, 4 ветряные мельницы. В 1929 году организован колхоз «Социалистический путь». В 1933 году создана МТС (в 1941 году 44 трактора). С 15 июля 1935 года местечко, с 27 сентября 1938 года отнесена к деревенским поселениям.
Во время Великой Отечественной войны действовала подпольная патриотическая группа (руководитель Л. М. Журавлева). Оккупанты сожгли 100 дворов, а 8 марта 1942 года убили 1200 евреев в гетто (похоронены в могиле жертв фашизма, в 400 м на юго-восток от деревни). Освобождена 27 июня 1944 года. В боях около деревни в июне 1944 года погибли 40 советских солдат и партизан (похоронены в братской могиле около здания исполкома сельсовета). 98 жителей погибли на фронте. В июне 1944 года в деревне размещался госпиталь советских войск.
Во время оккупации действовала католическая часовня, которая была закрыта и разрушена после войны советскими властями.
Согласно переписи 1959 года центр колхоза имени К. Е. Ворошилова. Работают молочный и кирпичный заводы, комбинат бытового обслуживания, средняя школа, Дом культуры, библиотека, детский сад, больница, аптека, отделение связи, ветеринарный участок, столовая, 5 магазинов.
В состав Щедринского сельсовета входила до 1966 года деревня Печки (в настоящее время не существует).

## Население

### Численность
- 2009 год — 620 жителей

### Динамика
- 1897 год — 429 дворов, 4022 жителя; в усадьбе 27 дворов, 255 жителей (согласно переписи).
- 1959 год — 791 житель (согласно переписи).
- 2004 год — 288 хозяйств, 760 жителей.
- 2009 год — 620 жителей.

## Культура
- Дом культуры
- Музей ГУО "Щедринская средняя школа Жлобинского района"

## Достопримечательность
- Памятник, установленный в 1959 году на братской могиле, в которой похоронено 58 советских воинов
- Памятник убитым во время Холокоста евреям деревни Щедрин

## Галерея

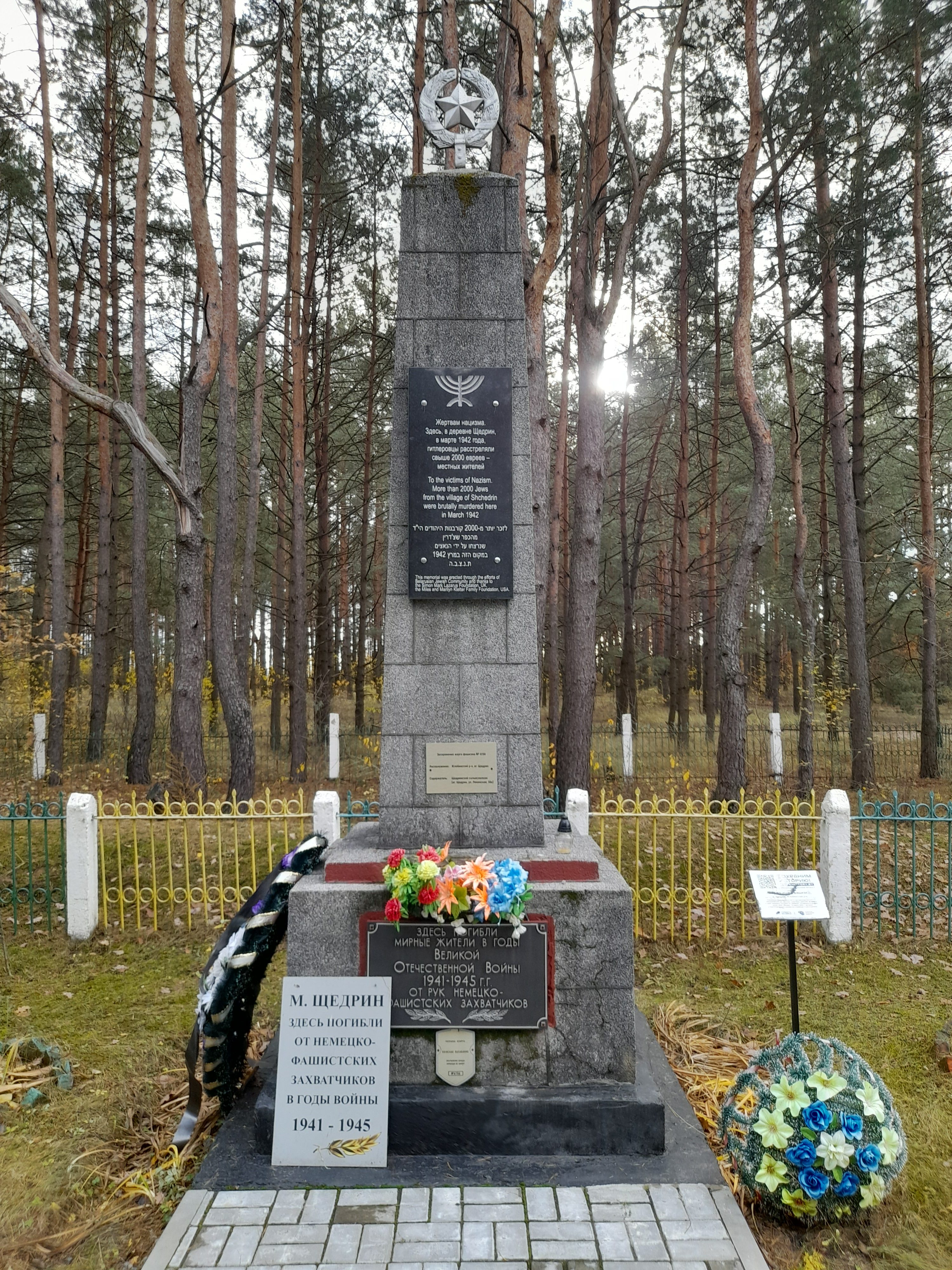
Памятник убитым во время Холокоста евреям деревни Щедрин

## Известные уроженцы
- Роза Блюмкин — американская предпринимательница.
- З. Д. Вихнин — Герой Советского Союза (его имя носит одна из улиц деревни).
- Е. М. Ганкин — советский художник. Заслуженный деятель искусств БССР (1968).
- Мордехай Горелик — американский художник-постановщик, продюсер, режиссёр.
- Толкачёв, Зиновий Шендерович — советский, украинский художник.
- Ядвига Петрашко и её дочь Александра (в замужестве Хомутова) — награждены почетным званием Праведников народов мира за спасение евреев во время Холокоста.